# Luka Božić
Luka Božić (Bjelovar, 29 aprile 1996) è un cestista croato.

## Palmarès

### Squadra
- Campionato croato: 1

Zara: 2022-23
- Coppa del Montenegro: 1

Budućnost: 2020
- Coppa di Croazia: 1

Zara: 2024

### Individuale
- MVP Lega Adriatica: 2

Zara: 2022-23, 2023-24
- Quintetto ideale della ABA Liga: 2

Zara: 2022-23, 2023-24